# Crataegus laevigata
Aubépine à deux styles
Espèce
Statut de conservation UICN

 LC  : Préoccupation mineure
L'Aubépine lisse, Aubépine à deux styles ou Aubépine épineuse (Crataegus laevigata), est une espèce de plantes à fleurs du genre Crataegus et de la famille des Rosaceae.
Un ancien nom la désigne également : Crataegus oxyacantha. Le terme oxyacantha est issu du latin d’origine grecque et signifie littéralement « à épines aiguës ».

## Caractères biologiques
L'aubépine épineuse est un arbuste de 2 à 3 m mais pouvant atteindre jusqu'à 10 m, caducifolié. Sa longévité peut atteindre 500 ans. L'arbre rejette de souche ; hermaphrodite, sa floraison va d'avril à mai. L'espèce est pollinisée par les insectes ; la semence est dispersée par les oiseaux.
C'est une espèce sensible au feu bactérien.
La cécidomyie de l'aubépine, Dasineura crataegi, provoque des galles sur les pousses de la plante.

## Description

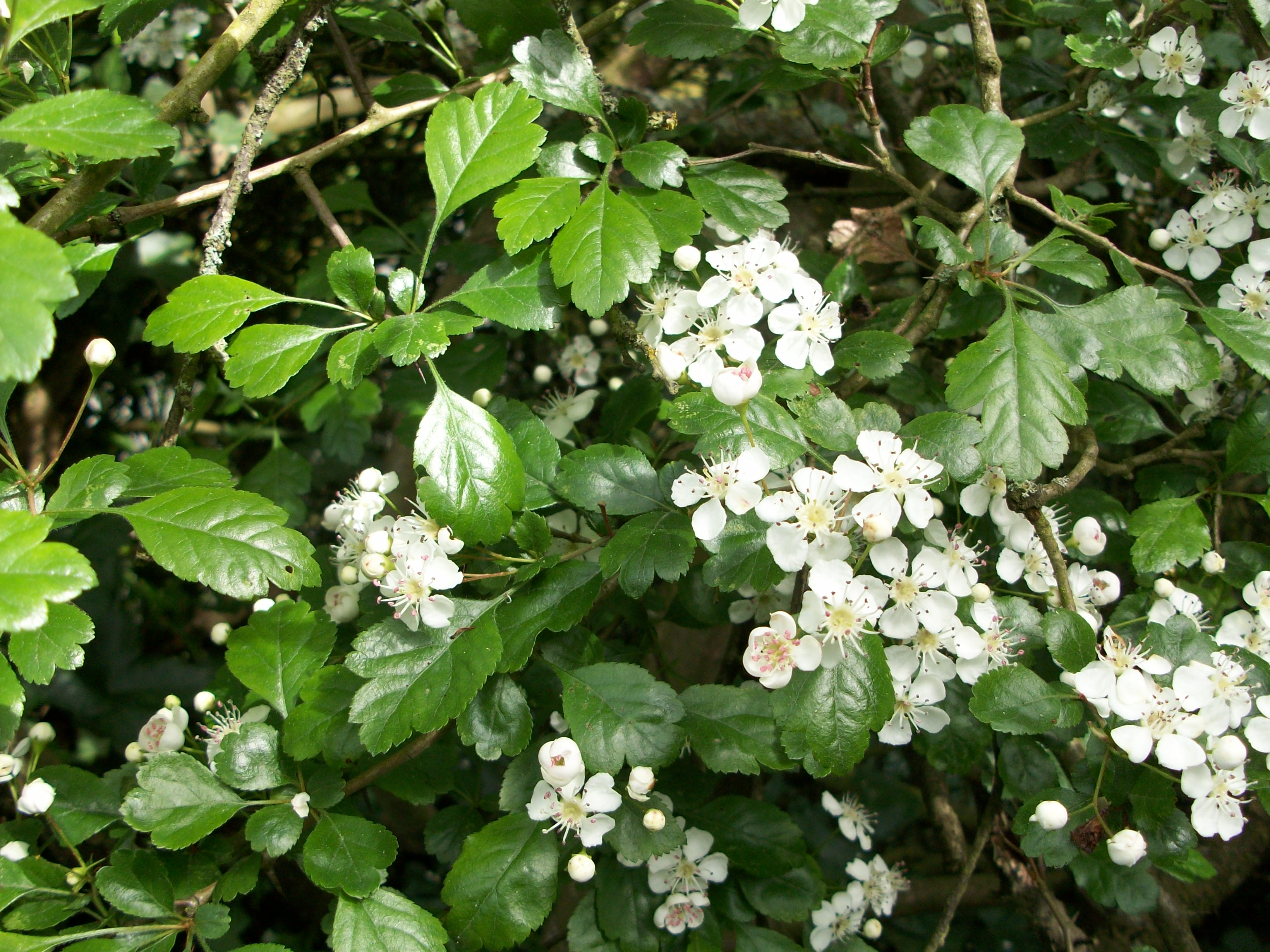
Feuillage de Crataegus laevigata.

- Écorce âgée : mince, brune et écailleuse, fissurée.
- Rameaux : épineux, étalés, lisses et gris cendré.
- Bourgeons : petits, globuleux, brunâtres.
- Feuilles : caduques, alternées, en coin à la base, simples, presque entières, 5 à 7 lobes profonds, plus ou moins trilobées au sommet, vert foncé et brillantes dessus, légèrement velues dessous.
- Fleurs : régulières, blanches ou roses, très odorantes, groupées en panicules ombelliformes dressées, à deux ou trois styles, à étamines rouges, d'un parfum puissant, âpre et relativement peu agréable pour certains[3]...
- Fruits (cenelles) : pois ovoïdes à subsphériques, rouges, généralement à deux noyaux, restes du calice formant une « mouche »[4].

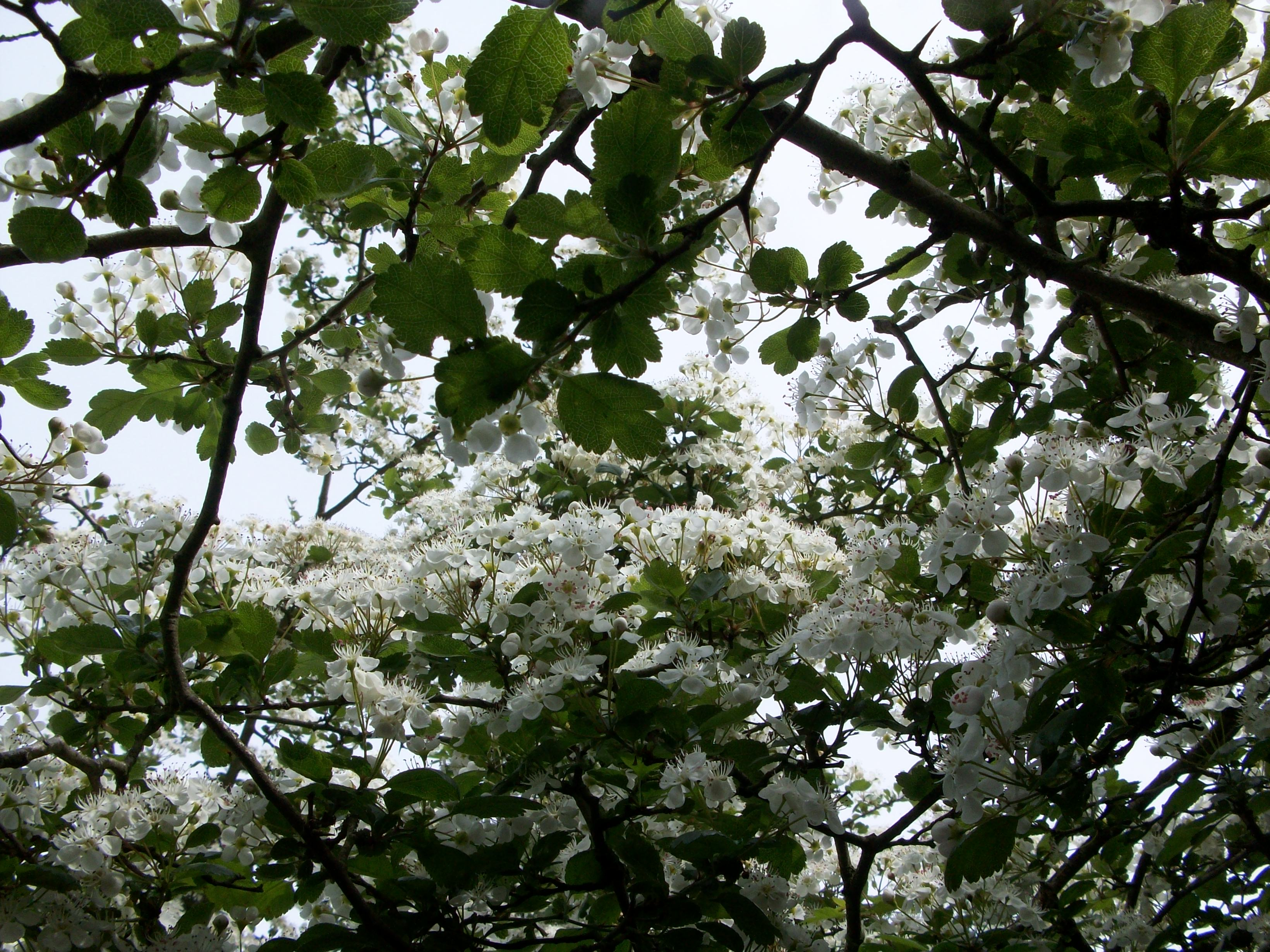
Crataegus laevigata fleurit après les prunelliers et avant les aubépines monogyna. Il fait une jonction entre ces espèces printanières pour les pollinisateurs.

## Confusion possible
Crataegus laevigata est parfois confondu avec Crataegus monogyna (aubépine à un style) qui a des feuilles nettement et profondément lobées (3, 5 ou 7 lobes dentés) non nettement en coin à la base. Sa fleur contient un style, son fruit renferme un seul noyau.
Crataegus laevigata (aubépine épineuse), quant à lui, se distingue par des rameaux étalés, une feuille presque entière (3 lobes peu prononcés au sommet) nettement en coin à la base. Sa fleur contient 2 ou 3 styles, son fruit deux noyaux.
Ces deux espèces s'hybrident très facilement pour donner des individus aux caractères intermédiaires que l'on nomme alors Crataegus × media.

## Distribution géographique

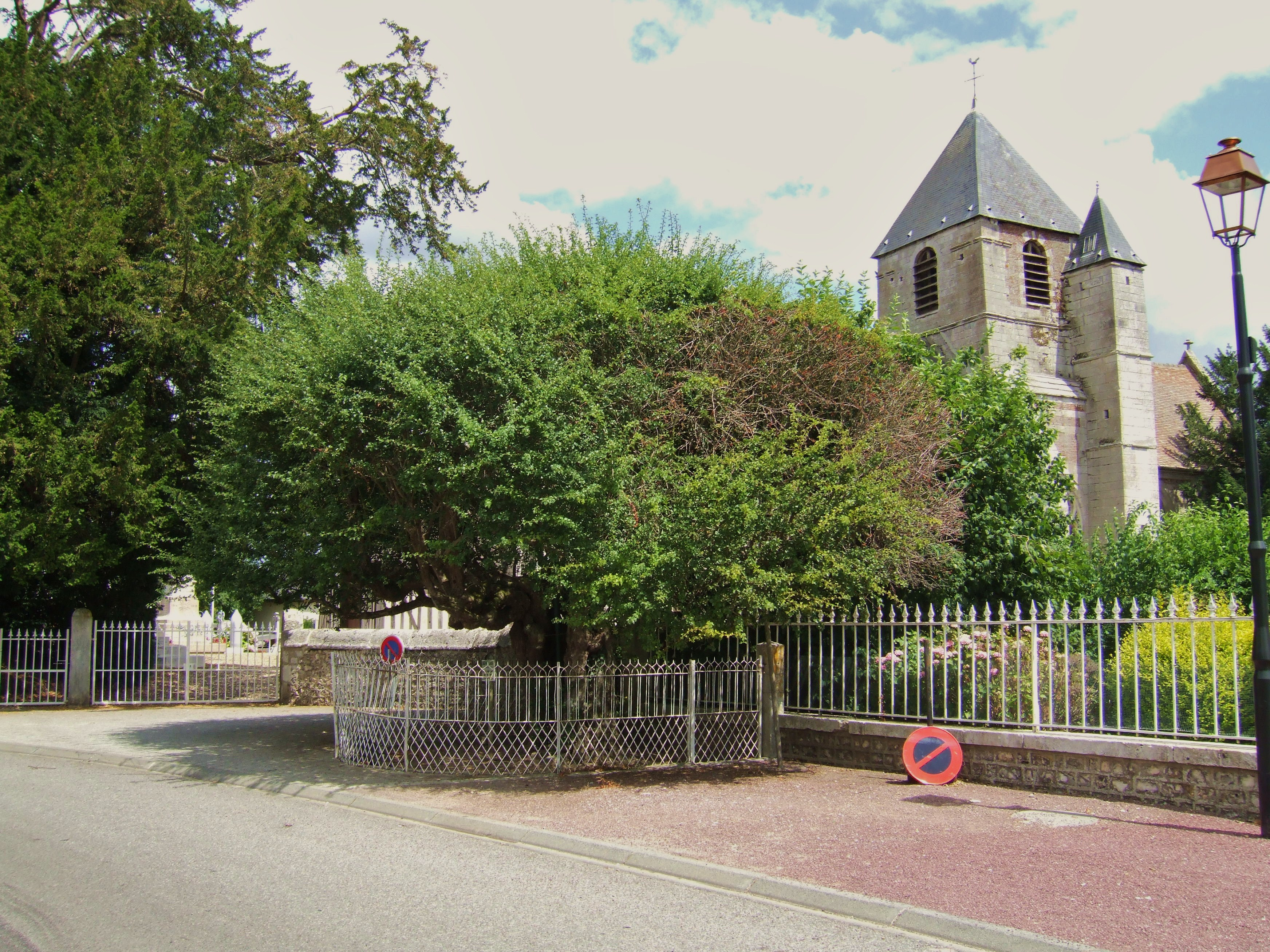
L'aubépine de Bouquetot (Eure), l'une des plus vieilles de France (vers 1360).

L'aubépine épineuse est très commune dans le nord du territoire français (même sur le littoral) ; disséminée dans le sud et rare en région méditerranéenne. Elle est présente jusqu'à 1 600 m, c'est-à-dire de l'étage collinéen à l'étage montagnard.
On la trouve également dans la région de l'Atlas au Maroc, environs de Midelt et Sefrou, dans les forêts de chênes.

## Écologie
Espèce héliophile ou de demi-ombre croissant sur des sols riches en bases, moyennement frais, dont le pH est neutre à légèrement acide. L'Aubépine épineuse est donc une espèce neutrophile d'amplitude bien moins importante que sa sœur l'Aubépine monogyne.

## Biotope
Haies, lisières forestières, forêts caducifoliées (Chêne pubescent, Hêtre), fruticées

## Usages et propriétés
L'espèce est utilisée comme plante ornementale (nombreux cultivars : 'Paul's Scarlett', 'Crimson cloud', 'Princesse Sturza', 'Masekii'...), et pour la constitution de haies vives.
Utilisée comme porte-greffe du Néflier et des Poiriers.
Ce sont des plantes riches en composés polyphénoliques (flavonoides, acides caféique et chlorogénique) et en composés triterpéniques. Elles sont d'utilisation médicinale récente. Les fruits (appelés cenelles) ne sont pas toxiques (certains auteurs leur attribuent une très faible toxicité), mais leur chair farineuse et fade n'incite de toute façon pas à la consommation. On en fait parfois des compotes et des gelées. La consommation de grandes quantités de sommités fleuries (infusions) entrainerait des troubles cardiovasculaires et respiratoires. Le pollen est considéré comme allergisant.

### Bois

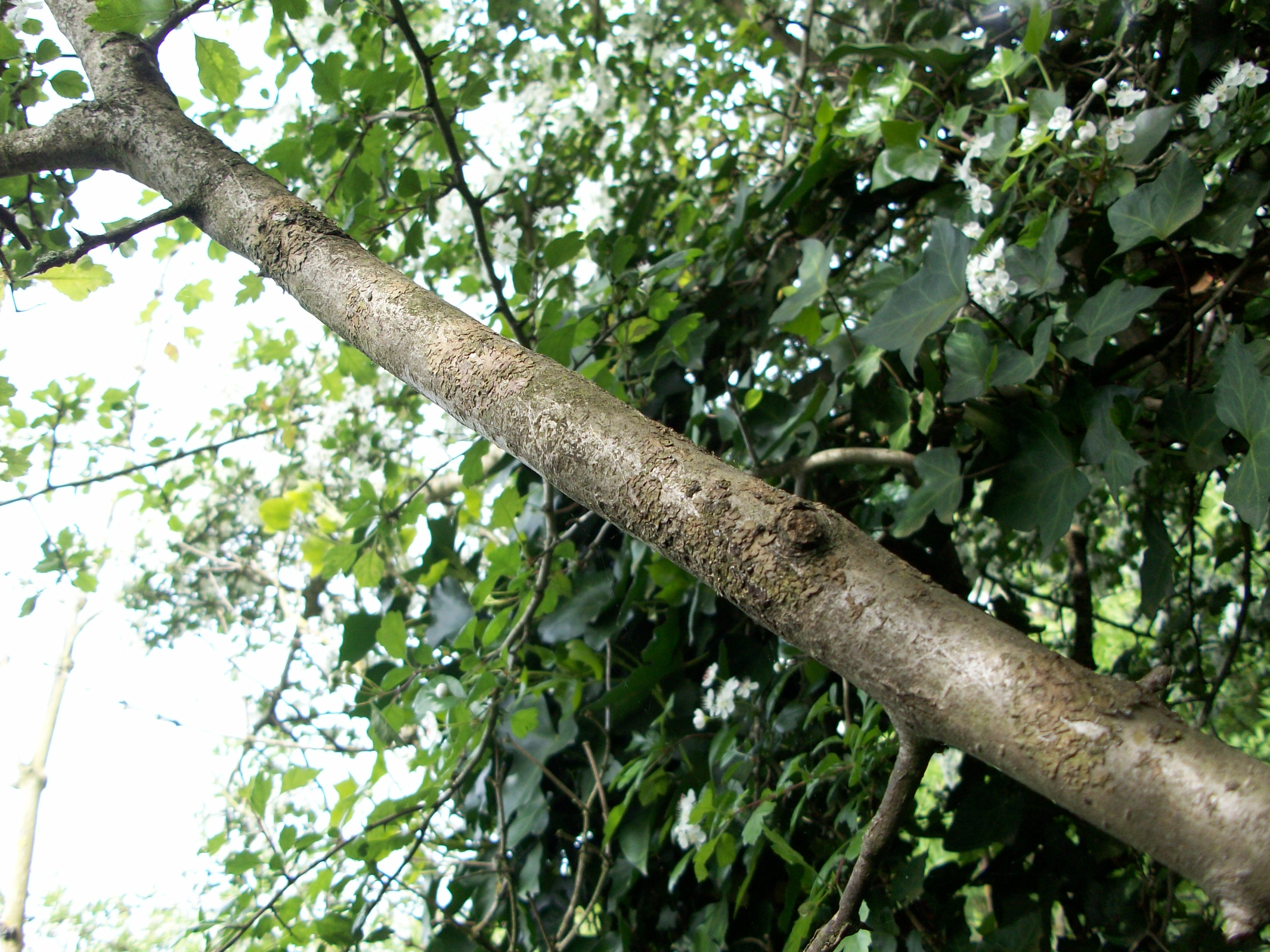
Écorce lisse et fine à l'état jeune.

- Bois homogène, dur, lourd, blanc, parfois légèrement teinté de brun rougeâtre, prenant un beau poli, ressemblant beaucoup à celui de l'Alisier blanc ; présence de taches médullaires.
- Utilisé autrefois pour les pièces mécaniques (bois très résistant aux frottements), en petite menuiserie et tournerie (robinets de tonneaux). Les épines étaient autrefois utilisées comme clous à cause de leur rigidité mais aussi comme hameçons pour les lignes de fond des pêcheurs de bord de mer[6].
- Bon combustible.

### Propriétés médicinales
Voir Aubépine (volet médicinal)